# Ludwik Antoni Lasocki
Ludwik Antoni Lasocki herbu Dołęga – starosta zakroczymski w 1690 roku, pułkownik wojsk koronnych w 1689 roku, podczaszy wyszogrodzki w 1678 roku, sekretarz królewski w 1676 roku, marszałek ziemi zakroczymskiej w konfederacji warszawskiej 1704 roku.
Jako major wojsk koronnych walczył w 1683 pod Wiedniem i Parkanami. 
Poseł sejmiku wyszogrodzkiego na sejm 1683 roku, sejm 1685 roku, sejm nadzwyczajny 1688/1689 roku, poseł sejmiku zakroczymskiego na sejm 1690 roku, sejm nadzwyczajny 1693 roku.
Podpisał elekcje: Michała Korybuta Wiśniowieckiego, Jana III Sobieskiego i Augusta II Mocnego. Jako deputat podpisał 
pacta conventa Augusta II Mocnego w 1697 roku. 